# Wilhelm Kotzenberg
Wilhelm Kotzenberg (* 20. August 1873 in Frankfurt am Main; † 23. Januar 1940 in Hamburg) war ein deutscher Chirurg und Hochschullehrer.

## Leben
Kotzenberg, ein Schüler von Hermann Kümmel, war von 1906 bis 1909 chirurgischer Oberarzt, ab 1909 Leitender Arzt und 1919 bis 1925 Leiter des Chirurgischen Ambulatoriums am Allgemeinen Krankenhaus Eppendorf. 1919 habilitierte er sich und wurde 1922 außerplanmäßiger Professor für Orthopädie (ab 1934 planmäßiger außerordentlicher Professor). Ab 1925 war er Direktor der Chirurgischen Klinik (ab 1926 Chirurgische Universitäts-Poliklinik). Außerdem leitete er die orthopädische Klinik (ebenfalls ab 1926 orthopädische Universitäts- und Poliklinik). 1938 wurde er emeritiert.
Er war Mitarbeiter am Handbuch der inneren Medizin (1. Auflage, Band 6, 1919).